# 知多湾
知多湾（ちたわん）は、愛知県南部または南西部にある湾。三河湾西部または北西部を占める。知多半島に囲まれている。
なお、国土交通省（外局の海上保安庁の書誌など）や愛知県水産試験場の水域の表現では三河湾を渥美湾と知多湾に分けているが、環境省関係の水域の表現では三河湾を渥美湾と衣浦湾に分けている。

## 地理
三河湾東部の渥美湾を対をなしている。その範囲について、海上保安庁の書誌第101号などでは、知多半島南端の羽豆岬（はずみさき）と、矢作古川河口の西方にある生田鼻を結ぶ線を知多湾と渥美湾の境界としている。一方で愛知県水産試験場の資料では、伊良湖岬と篠島南端、同北端と佐久島南端、同北端から真北に引いた線を知多湾と渥美湾の境界としている。
知多湾には矢作川や境川などが流入している。北部の衣浦湾は猿投-境川断層からの、知多湾は伊良湖水道からの海底谷の延長である。水深は約40メートルと深い。
渥美湾との境界辺りには佐久島と日間賀島がある。三河湾国定公園に含まれている。

### 流入河川

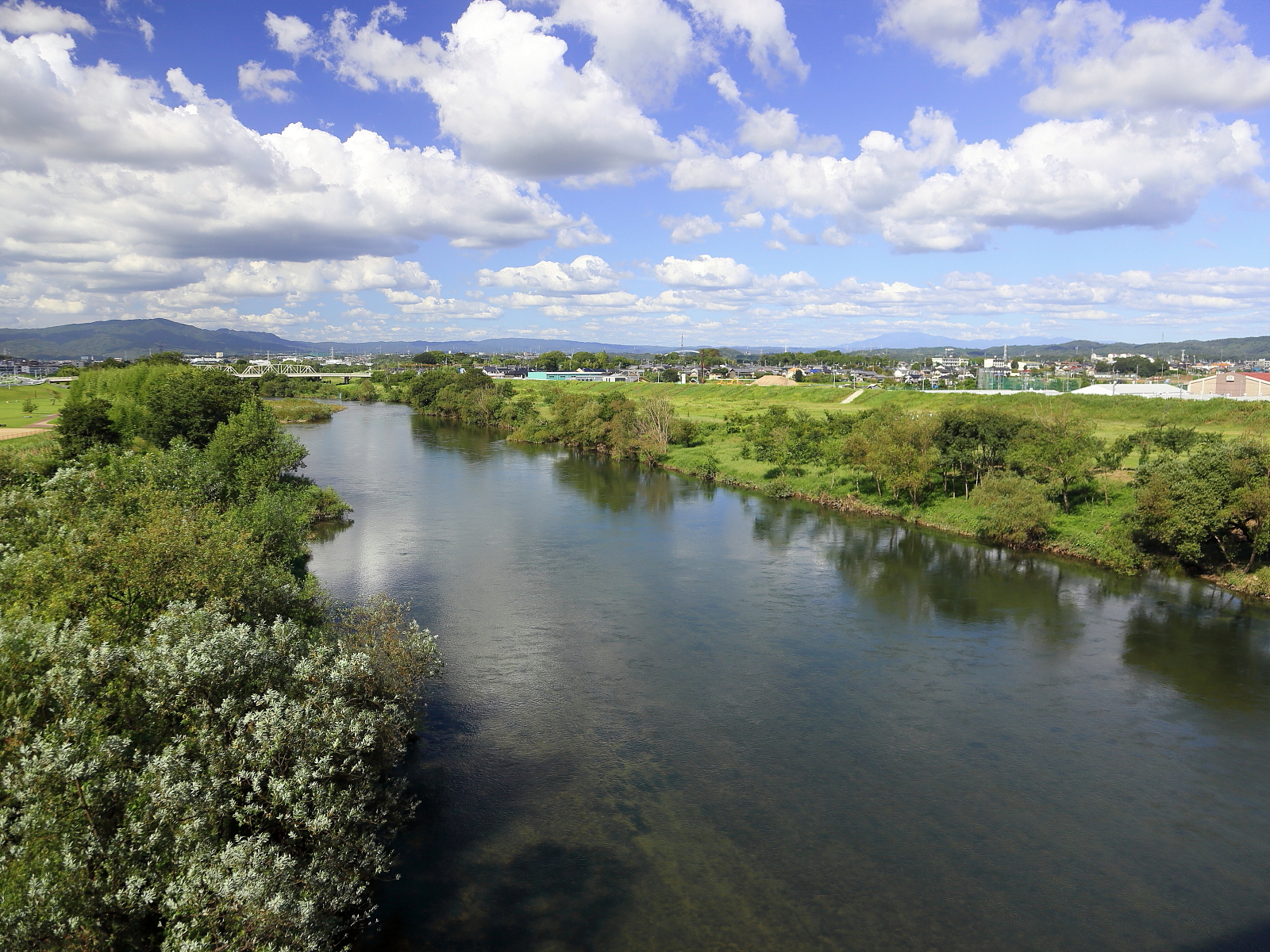
矢作川

- 十ヶ川
- 阿久比川
- 境川
- 逢妻川
- 猿渡川
- 高浜川
- 矢作川
- 矢作古川

## 経済

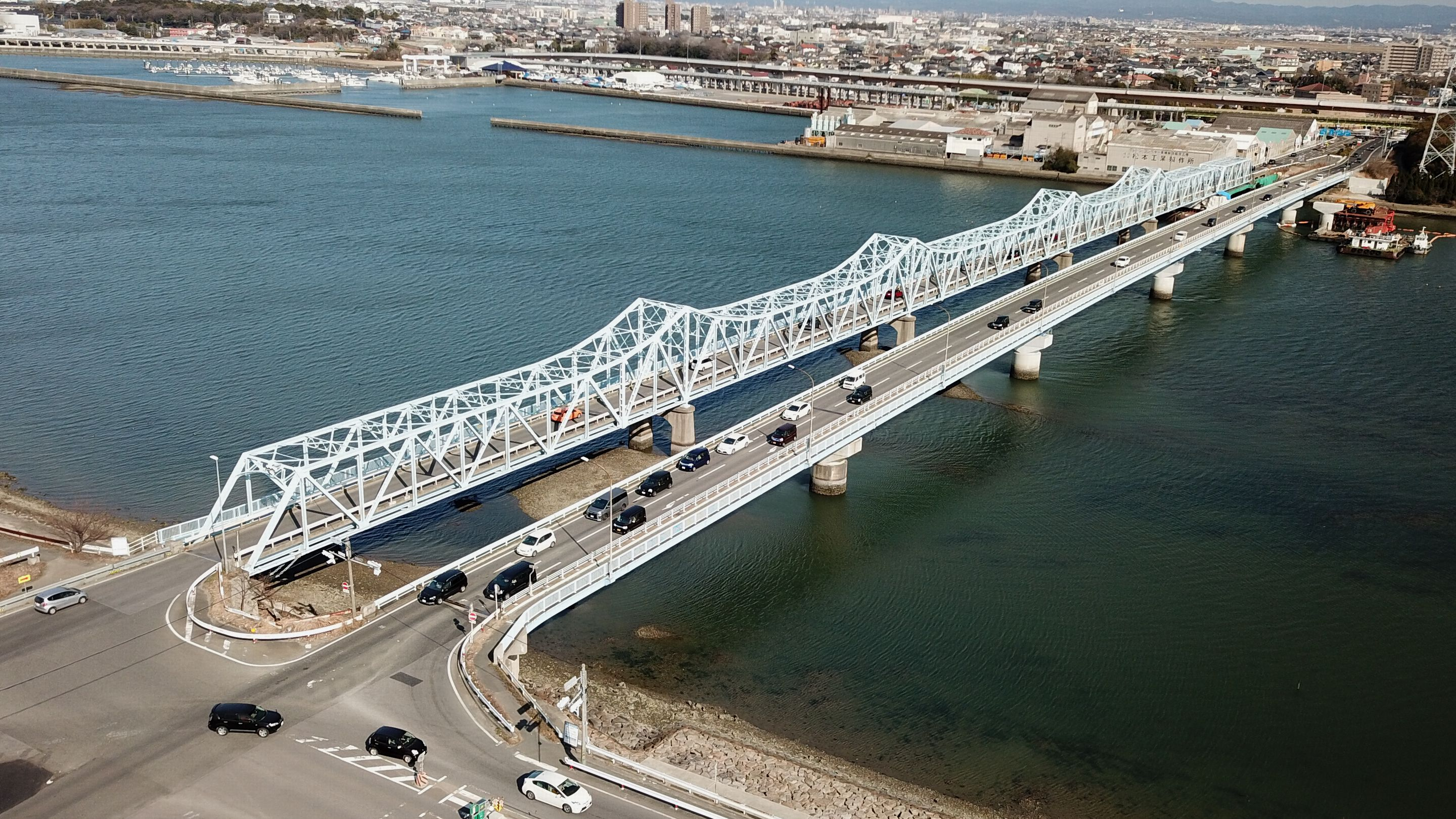
半田市と碧南市を結ぶ衣浦大橋

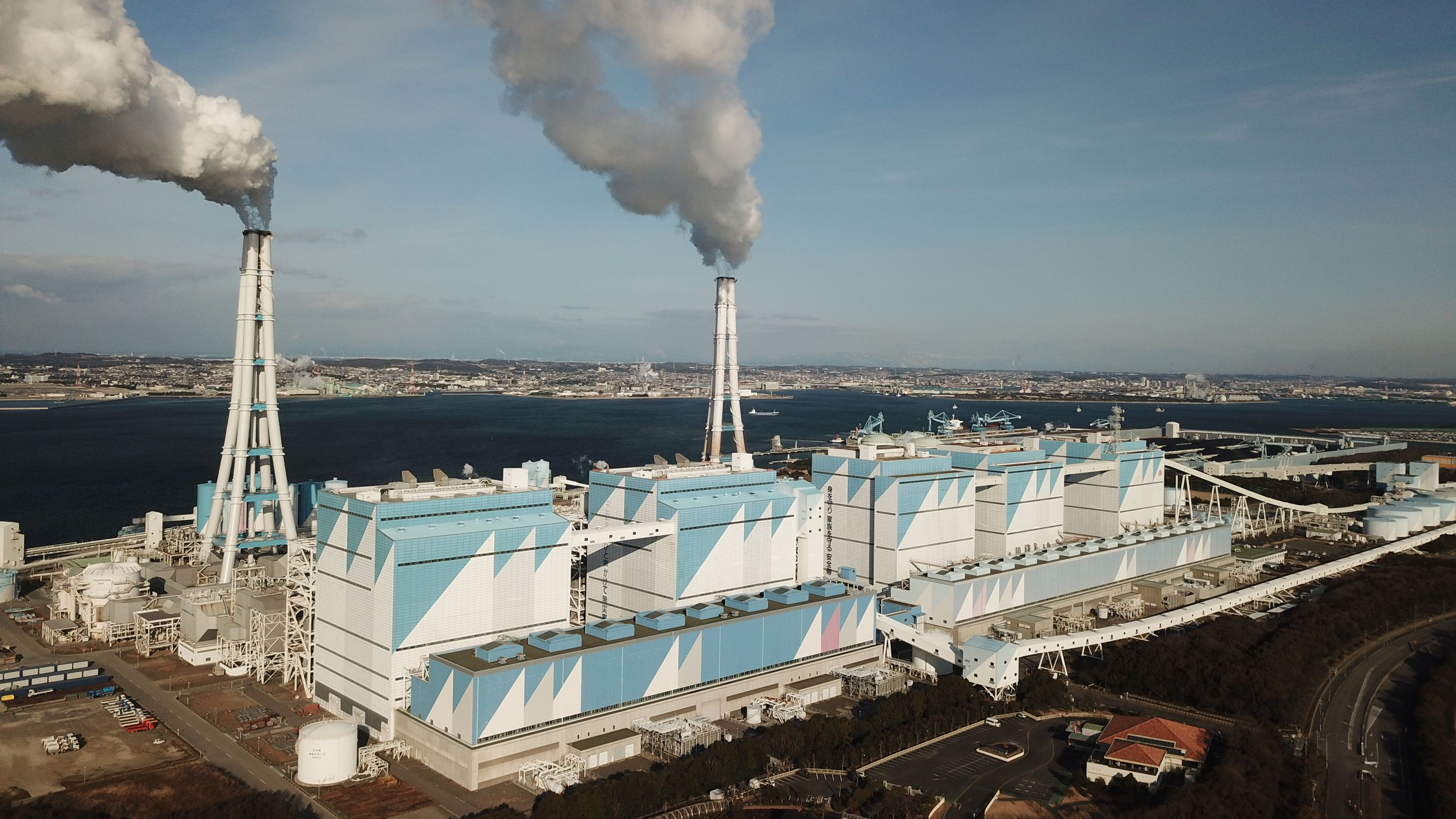
碧南市の中部電力碧南火力発電所

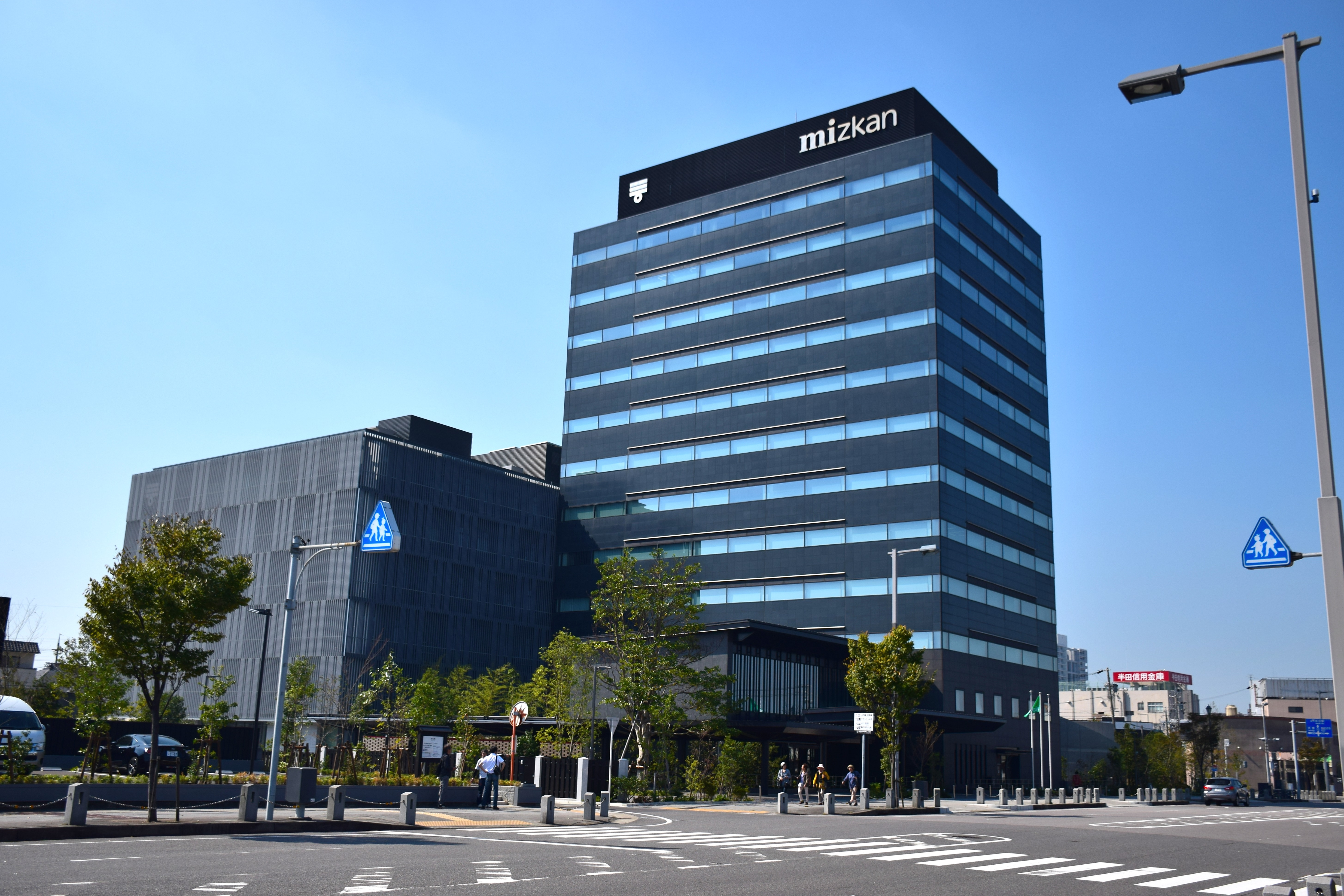
半田市のミツカン本社

### 工業
愛知県最初の貿易港は知多湾にある武豊港である。西岸には半田市や武豊町などの工業都市が、東岸には刈谷市、高浜市、碧南市、西尾市などの工業都市がある。湾奥は衣浦湾（きぬうらわん）または衣ヶ浦湾（きぬがうらわん/ころもがうらわん)とも呼ばれる。衣浦湾には重要港湾の衣浦港があり、その沿岸は衣浦臨海工業地域としてJFEスチール知多製造所、AGC愛知工場、出光興産碧南LPG基地、JERA碧南火力発電所などが立地している。

### 漁業・商業
河和港には古い海水浴場があり、師崎港は江戸時代に尾張藩の水軍根拠地となった。ノリやワカメの養殖が盛んであり、知多湾南部では「浮ひび」を用いたノリ養殖が行われている。西岸の半田市は酢や清酒などの醸造業が発達しており、ミツカン本社などが所在している。 沿岸漁業の基地としては師崎、日間賀島、豊丘、一色、河和の各港がある。江戸時代には沿岸部で製塩が行われていたが、現在は消滅した。

### 交通
知多湾北部の衣浦湾を衣浦臨海鉄道が横断している。衣浦臨海鉄道の約1km南には衣浦大橋が架けられており、衣浦湾南端部を衣浦トンネルがくぐっている。